# Fiestas februales
Las fiestas februales eran unas fiestas que celebraban los romanos en el mes de febrero para que los dioses infernales se mostrasen propicios a los muertos. 
Duraban doce días y, durante ellas, se celebraban diversos sacrificios nocturnos. Entretanto, cesaba el culto a otras divinidades y no se celebraban matrimonios.